# Le diable noir
Le diable noir (De zwarte duivel) is een Franse stomme film uit 1905 van Georges Méliès. Het werd verkocht door Méliès' filmbedrijf Star Film en is in de catalogi genummerd 683–685.

## Filmomschrijving
Een magische duivel verschijnt in een hotelkamer en springt van het bed op de tafel en vervolgens van de stoel op de bank. Een hotelgast arriveert, vergezeld door de eigenares en haar man. Plots bewegen meubels van de ene naar de andere plek en verdwijnen zelfs volledig voor hun ogen. Uiteindelijk verschijnt de duivel voor de verbaasde gasten.

## Productie
Méliès speelt in de film de rol van de hotelgast. De speciale effecten omvatten pyrotechnieken en veel stop-substitutietechnieken; alleen al in de scene met de bewegende stoelsequentie zitten 61 substitutie-splitsingen. 
John Frazers boek uit 1979 over Méliès en een gids uit 1981 over het werk van Méliès uitgebracht door het Centre national de la cinématographie gaan twee hoofdstukken over de film. De samenstellers van het boek melden dat er twee verschillende versies van de film lijken te bestaan. De kopie die zij voor hun analyse hebben bekeken, verschilt van Frazers samenvatting in de plotlijn, en zelfs in het aantal stoelen dat in de stoelenreeks voorkomt. 
In een artikel uit april 1979 in Cahiers du cinéma beschreef filmregisseur Marie-Christine Questerbert Diable Noire als een klassiek voorbeeld van Méliès' manier om wanorde op te roepen, waarbij hij een wildgroei creëerde vanuit eenvoudige visuele motieven.